# Rhythm of the rainforest
Rhythm of the rainforest is een studioalbum van Phil Thornton, het werd uitgegeven op 17 augustus 2010. Het album bevat elektronische muziek aangevuld met akoestische muziekinstrumenten als allerlei plaatselijke fluiten en basblokfluit. Met plaatselijk moet dan gedacht worden aan het Amazonegebied. De muziek wordt ondersteund door de (zogenaamde) ritmes van het oerwoud.

## Musici
- Phil Thornton – alle instrumenten

## Muziek
| Nr. | Titel          | Duur  |
| --- | -------------- | ----- |
| 1.  | Spirit vine I  | 7:21  |
| 2.  | Heart of green | 10:12 |
| 3.  | Dietera dreams | 6:37  |
| 4.  | Yage           | 10:11 |
| 5.  | Emerald canopy | 6:19  |
| 6.  | Kacha          | 9:15  |
| 7.  | Spirit vine II | 8:06  |